# ゴルファー一覧
ゴルファー一覧（ゴルファーいちらん）

## プロゴルファー
あ
- 青木功
- 秋吉翔太
- 浅見緑蔵
- 新井規矩雄
- 飯島博明
- 五十嵐雄二
- 池田勇太
- 石川遼
- 伊沢利光
- 泉川ピート
- 礒貝洋光
- 稲森佑貴
- 井上信
- 今田竜二
- 今野康晴
- 今平周吾
- 岩崎亜久竜
- 岩田寛
- 江連忠
- 海老原清治
- 遠藤彰
- 大岩龍一
- 大槻智春
- 大町昭義
- 小木曽喬
- 尾崎健夫
- 尾崎直道
- 尾崎将司
- 小田孔明
- 小田龍一
- 小達敏昭
- 小野光一

か
- 加賀崎航太
- 加瀬秀樹
- 片岡大育
- 片岡尚之
- 片山晋呉
- 金井清一
- 金谷拓実
- 金子柱憲
- 兼本貴司
- 亀代順哉
- 川岸良兼
- 菊池純
- 橘田規
- 木下稜介
- 草壁政治
- 久保谷健一
- 倉本昌弘
- 桑田泉
- 桑原克典
- 合田洋
- 香妻陣一朗
- 河野高明
- 河野光隆
- 小鯛竜也
- 小平智
- 小林伸太郎
- 小林富士夫
- 小林正則
- 小針春芳
- 近藤智弘

さ
- 坂田信弘
- 佐々木久行
- 佐藤精一
- 佐藤信人
- 島田幸作
- 須貝昇
- 杉瀬薫
- 杉原輝雄
- 杉本英世
- すし石垣
- 鈴木亨
- 鈴木規夫
- 鈴木豊
- 蟬川泰果
- 芹澤信雄
- 薗田峻輔

た
- 鷹巣南雄
- 高橋勝成
- 高橋竜彦
- 高山準平
- 高山忠洋
- 竹谷佳孝
- 田島創志
- 立山光広
- 田中秀道
- 谷口拓也
- 谷口徹
- 谷原秀人
- 津野浩
- 手嶋多一
- 時松隆光
- 戸田藤一郎
- 友利勝良

な
- 中島和也
- 中島啓太
- 中嶋常幸
- 永野竜太郎
- 中村通
- 中村寅吉
- 西川哲
- 額賀靖生
- 額賀辰徳
- 沼澤聖一

は
- 羽川豊
- 橋本大地
- 波当根弓彦
- 林由郎
- 比嘉一貴
- 平田憲聖
- 平塚哲二
- 広田悟
- 深堀圭一郎
- 藤池昇龍
- 藤木三郎
- 藤田寛之
- 藤本佳則
- 古市忠夫
- 辺土名求
- 星野英正
- 星野陸也
- 細川和彦
- 堀川未来夢

ま
- 松村道央
- 松山英樹
- 丸山茂樹
- 宮里聖志
- 宮里優作
- 宮瀬博文
- 宮本勝昌
- 宮本留吉
- 三好隆
- 村上隆
- 室田淳
- 飯合肇
- 諸藤将次

や
- 安田春雄
- 矢野東
- 山本善隆
- 湯原信光
- 横尾要
- 横田真一
- 横山明仁
- 米澤蓮

わ
- 和田正義
- 渡辺司

## 日本女子
あ
- 青木瀬令奈
- 青山加織
- 淺井咲希
- 東浩子
- 足立香澄
- 穴井詩
- 天沼知恵子
- 新井麻衣
- 新垣比菜
- 有村智恵
- 飯島茜
- 生駒佳与子
- 石坂有紀子
- 石山千晶
- 一ノ瀬優希
- 稲見萌寧
- 井上りこ
- 今堀りつ
- 岩井明愛
- 岩井千怜
- 上田桃子
- 植竹希望
- 上原彩子
- 臼井麗香
- 江澤亜弥
- 大出瑞月
- 大江香織
- 大迫たつ子
- 大里桃子
- 大城さつき
- 大塚有理子
- 大西葵
- 大場美智恵
- 大山志保
- 岡田伊津美
- 岡田美智子
- 岡本綾子
- 岡山絵里
- 小川陽子
- 沖せいら
- 小倉彩愛
- 尾関彩美悠
- 小野祐夢
- 表純子

か
- 梶谷翼
- 柏原明日架
- 勝みなみ
- 金澤志奈
- 金谷智美
- 金子絢香
- 金田久美子
- 神谷そら
- 川岸史果
- 川崎春花
- 川満陽香理
- 河本結
- 菊地絵理香
- 北田瑠衣
- 城戸富貴
- 木戸愛
- 鬼頭さくら
- 木下彩
- 木村彩子
- 木村敏美
- 清元登子
- 日下部智子
- 工藤遥加
- 熊谷かほ
- 桑木志帆
- 小祝さくら
- 香妻琴乃
- エイミー・コガ
- 古閑美保
- 小滝水音
- 後藤未有
- 小林千紘
- 小林法子
- 小林浩美
- 権藤可恋

さ
- 西郷真央
- 佐伯三貴
- 斉藤愛璃
- 斉藤裕子
- 酒井美紀
- 櫻井心那
- 櫻井有希
- 佐久間朱莉
- ささきしょうこ
- 佐々木マサ子
- 笹生優花
- 佐藤のぞみ
- 佐藤心結
- 佐藤由美子
- 塩田亜飛美
- 塩谷育代
- 紫垣綾花
- 篠原まりあ
- 澁澤莉絵留
- 渋野日向子
- 嶋影せい子
- 下川めぐみ
- 新海美優
- 菅沼菜々
- 菅楓華
- 杉山美帆
- 鈴木愛
- 鈴木陽菜
- 鈴木美重子

た
- 高井陽子
- 高木萌衣
- 高木優奈
- 高島早百合
- 高須愛子
- 高橋彩華
- 高橋美保子
- 髙橋恵
- 高村亜紀
- 高村博美
- 滝浪愛
- 宅島美香
- 竹田麗央
- 竹村千里
- 竹村真琴
- 立浦葉由乃
- 田中瑞希
- 田辺ひかり
- 谷福美
- 田村亜矢
- 辻村明須香
- 辻梨恵
- 常文恵
- 鶴岡果恋
- 豊永志帆

な
- 永井花奈
- 永井奈都
- 中島恵利華
- 中嶋千尋
- 仲宗根澄香
- 永田あおい
- 中野晶
- 中溝裕子
- 永峰咲希
- 中村香織
- 成田美寿々
- 西畑萌香
- 西村優菜
- 西山ゆかり
- 二瓶綾子
- 野澤真央
- 野田すみれ
- 野呂奈津子

は
- 橋本愛子
- 畑岡奈紗
- 服部真夕
- 服部道子
- 馬場咲希
- 馬場ゆかり
- 馬場由美子
- 濱田茉優
- 林菜乃子
- 原英莉花
- 原江里菜
- 比嘉真美子
- 日蔭温子
- 東尾理子
- 樋口久子
- 肥後かおり
- 日吉久美子
- 平瀬真由美
- 蛭田みな美
- 廣田真優
- 福嶋晃子
- 福嶋浩子
- 福田真未
- 福山恵梨
- 藤井かすみ
- 藤崎莉歩
- 藤田幸希
- 藤田光里
- 藤野オリエ
- 藤本麻子
- 不動裕理
- 古江彩佳
- 堀琴音
- 堀奈津佳

ま
- 前田陽子
- 政田夢乃
- 松田鈴英
- 松森彩夏
- 三ヶ島かな
- 三塚優子
- 宮里藍
- 宮里美香
- 宮田成華
- 村井真由美
- 村口史子
- 茂木宏美
- 森口祐子
- 森田理香子
- 諸見里しのぶ

や
- 八代照子
- 安井純子
- 安田彩乃
- 安田祐香
- 山内日菜子
- 山口裕子
- 山路晶
- 山下美夢有
- 山城奈々
- 横峯さくら
- 横山正枝
- 吉川なよ子
- 吉田弓美子
- 吉田優利
- 葭葉ルミ
- 吉本ここね
- 吉本ひかる
- 米山みどり

ら
- 笠りつ子

わ
- 若林舞衣子
- 脇元華
- 渡邉彩香

## 日本以外

### 男子
あ
- ヘール・アーウィン （アメリカ）
- ウォーリー・アームストロング （アメリカ）
- デビッド・イシイ （アメリカ）
- フランシス・ウィメット （アメリカ）
- マイク・ウェア （カナダ）
- ロイ・ウェガリー （アメリカ）
- リー・ウエストウッド （イングランド）
- ジャン・ヴァン・デ・ヴェルデ （フランス）
- ジミー・ウォーカー （アメリカ）
- タイガー・ウッズ （アメリカ）
- イアン・ウーズナム （ウェールズ）
- スティーブ・エルキントン （オーストラリア）
- アーニー・エルス（南アフリカ）
- ジェフ・オギルビー （オーストラリア）
- マーク・オメーラ （アメリカ）
- ホセ・マリア・オラサバル （スペイン）

か
- ベン・カーティス （アメリカ）
- フレッド・カプルス （アメリカ）
- アンヘル・カブレラ （アルゼンチン）
- セルヒオ・ガルシア （スペイン）
- キー・フラ・ハン（ミャンマー）
- 金庚泰 (韓国)
- チャン・キム （アメリカ）
- ビリー・キャスパー （アメリカ）
- ウィリアム・カマック・キャンベル （アメリカ）
- マイケル・キャンベル （ニュージーランド）
- レティーフ・グーセン （南アフリカ）
- ダレン・クラーク （北アイルランド）
- ヒューバート・グリーン （アメリカ）
- ルーカス・グローバー （アメリカ）
- ブルックス・ケプカ （アメリカ）

さ
- ジーン・サラゼン （アメリカ）
- トミー・ジェイコブス （アメリカ）
- スコッティ・シェフラー （アメリカ）
- アティウィット・ジェーンワッタナーノン （タイ）
- ジョン・シッペン （アメリカ）
- ザンダー・シャウフェレ （アメリカ）
- リー・ジャンセン （アメリカ）
- ブレンダン・ジョーンズ （オーストラリア）
- ボビー・ジョーンズ （アメリカ）
- ザック・ジョンソン （アメリカ）
- ダスティン・ジョンソン （アメリカ）
- ジーブ・ミルカ・シン （インド）
- スチュワート・シンク （アメリカ）
- アダム・スコット  （オーストラリア）
- クレイグ・スタドラー （アメリカ）
- ペイン・スチュワート （アメリカ）
- スティーブ・ストリッカー （アメリカ）
- カーチス・ストレンジ （アメリカ）
- サム・スニード（アメリカ）
- ジョーダン・スピース（アメリカ）
- ホートン・スミス　（アメリカ）
- デビッド・スメイル （ニュージーランド）
- ファジー・ゼラー
- 宋在勇 (韓国)

た
- 崔京周 (韓国)
- 崔虎星 (韓国)
- クリス・ディマルコ （アメリカ）
- A・W・ティリングハースト （アメリカ）
- ジョン・デーリー （アメリカ）
- ブライソン・デシャンボー （アメリカ）
- デビッド・デュバル （アメリカ）
- ジャスティン・トーマス （アメリカ）
- ルーク・ドナルド （イギリス）
- デビッド・トムズ （アメリカ）
- ピーター・トムソン （オーストラリア）
- リー・トレビノ （アメリカ）
- ニコラス・トンプソン （アメリカ）

な
- ジャック・ニクラス （アメリカ）
- バイロン・ネルソン （アメリカ）
- ラリー・ネルソン （アメリカ）
- グレグ・ノーマン （オーストラリア）

は
- アーノルド・パーマー （アメリカ）
- サム・バーンズ （アメリカ）
- エベン・バイヤーズ （アメリカ）
- エルスワース・バインズ （アメリカ）
- トッド・ハミルトン （アメリカ）
- パドレイグ・ハリントン （アイルランド）
- セベ・バレステロス （スペイン）
- トーマス・ビヨン （デンマーク）
- リッキー・ファウラー （アメリカ）
- ニック・ファルド （イギリス）
- タッド・フジカワ （アメリカ）
- ジム・フューリク （アメリカ）
- ニック・プライス （ジンバブエ）
- キーガン・ブラッドリー （アメリカ）
- マーク・ブルックス （アメリカ）
- ゲーリー・プレーヤー （南アフリカ）
- ジャック・フレック （アメリカ）
- ジョン・ブロディ （アメリカ）
- 裵相文 (韓国)
- コリー・ペイビン （アメリカ）
- ウォルター・ヘーゲン （アメリカ）
- ケニー・ペリー （アメリカ）
- S・K・ホ (韓国)
- ベン・ホーガン （アメリカ）
- エリー・ボール （アメリカ）
- トミー・ボルト　（アメリカ）

ま
- プラヤド・マークセン （タイ）
- ラリー・マイズ （アメリカ）
- ローリー・マキロイ （北アイルランド）
- チャールズ・B・マクドナルド （アメリカ）
- フランク・エドワード・マッガリン （アメリカ）
- ロッコ・ミーディエート （アメリカ）
- ケリー・ミドルコフ （アメリカ）
- フィル・ミケルソン （アメリカ）
- ジョニー・ミラー （アメリカ）
- オービル・ムーディ （アメリカ）
- コリン・モリカワ （アメリカ）
- フランチェスコ・モリナリ (イタリア)
- コリン・モンゴメリー （スコットランド）

や
- 梁容銀 (韓国)

ら
- サンディ・ライル （スコットランド）
- ポール・ラニアン （アメリカ）
- デービス・ラブ3世 （アメリカ）
- ベルンハルト・ランガー （ドイツ）
- パトリック・リード （アメリカ）
- ジム・フューリク （アメリカ）
- トム・レーマン （アメリカ）
- ジャスティン・レナード （アメリカ）
- リック・ローデン （アメリカ）
- コスタンティノ・ロッカ （イタリア）
- エディー・ロワリー （アメリカ）

わ
- ラニー・ワドキンス （アメリカ）
- トム・ワトソン （アメリカ）
- バッバ・ワトソン （アメリカ）

### 女子
あ
- マーガレット・アボット （アメリカ）
- アン・シネ（韓国）
- アン・ソンジュ（韓国）
- 李知姫（韓国）
- イ・ナリ（韓国）
- イ・ボミ（韓国）
- イ・ミニョン（韓国）
- イム・ウナ（韓国）
- ジュリ・インクスター（Juli Inkster）（アメリカ）
- ミシェル・ウィー（Michelle Wie）（アメリカ）
- キャシー・ウィットワース （アメリカ）
- ウェイ・ユンジェ（台湾）
- スージー・ウェーリー （アメリカ）
- カリー・ウェブ（オーストラリア）
- グロリア・エーレット （アメリカ）
- ロレーナ・オチョア（メキシコ）
- エイミー・オルコット（Amy Alcott）（アメリカ）

か
- クリスティ・カー （アメリカ）
- ジョアン・カーナー （アメリカ）
- ドナ・カポニ （アメリカ）
- ナタリー・ガルビス （アメリカ）
- バーディ・キム（韓国）
- キム・ハヌル（韓国）
- キム・ヒョージュ（韓国）
- ニッキー・キャンベル （オーストラリア）
- ベッツィ・キング（Betsy King）（アメリカ）
- 具玉姫（韓国）
- ポーラ・クリーマー （アメリカ）
- 黄玥珡（台湾）
- コ・ジンヨン（韓国）
- リディア・コ (ニュージーランド)
- キャシー・コーネリアス （アメリカ）
- ケーシー・コモト （アメリカ）
- ネリー・コルダ （アメリカ）

さ
- 蔡佩穎（台湾）
- ルイーズ・サグス （アメリカ）
- パティ・シーハン（Patty Sheehan）（アメリカ）
- ジョン・ジェウン（韓国）
- アリヤ・ジュタヌガーン (タイ)
- 全美貞（韓国）
- 申智愛（韓国）
- 辛炫周（韓国）
- ジャン・スティーブンソン (オーストラリア)
- ホリス・ステーシー（Hollis Stacy）（アメリカ）
- ジェシー・タン（Jessy Tang）（アメリカ）
- セキユウティン（中国）
- アニカ・ソレンスタム （スウェーデン）
- 宋ボベ（韓国）

た
- シェリー・ターナー（アメリカ）
- ベス・ダニエル（Beth Daniel）（アメリカ）
- チェ・ナヨン（韓国）
- 張娜（中国）
- 田仁智（韓国）
- シモーヌ・ティオン・ド・ラ・ショーム （フランス）
- ベーブ・ディドリクソン＝ザハリアス （アメリカ）
- カリス・デイビッドソン (オーストラリア)
- ローラ・デービース （Laura Davies）（イギリス）
- 涂阿玉（台湾）
- レクシー・トンプソン （アメリカ）

は
- パティー・バーグ （アメリカ）
- スージー・バーニング （アメリカ）
- ベッツィー・バーフェインド （アメリカ）
- パティー・バーグ （アメリカ）
- 朴仁妃（韓国）
- グレース朴（韓国）
- 朴セリ（韓国）
- パク・ソンヒョン（韓国）
- サンドラ・パーマー（Sandra Palmer）（アメリカ）
- ハン・スンジ（韓国）
- ビバリー・ハンソン （アメリカ）
- フェービー・ヤオ（Phoebe Yao,姚宣楡）（台湾）
- 黄アルム（韓国）
- フォン・シャンシャン（中国）
- メアリー・ブラウン （アメリカ）
- パット・ブラッドリー（Pat Bradley）（アメリカ）
- ジェーン・ブラロック （アメリカ）
- モーガン・プレッセル （アメリカ）
- ペ・ギョン（韓国）
- 裵宰希（韓国）
- ペ・ソンウ（韓国）
- ペ・ヒキョン（韓国）
- サンドラ・ヘイニー （アメリカ）
- マリーン・ヘギー （アメリカ）
- ドッティー・ペッパー （アメリカ）
- コルネリア・ボウマン （オランダ）
- ジョージア・ホール (イギリス)
- サンドラ・ポスト （カナダ）

ま
- メグ・マローン （アメリカ）
- キャロル・マン （アメリカ）
- メアリー・ミルズ （アメリカ）
- 森田遥（魯婉遥、ルー・ワンヤオ）（中国）

や
- ヤニ・ツェン (台湾)
- 柳簫然（韓国）
- ユ・ヒョンジュ（韓国）
- ユン・チェヨン（韓国）

ら
- ミッキー・ライト （アメリカ）
- カトリーヌ・ラコスト （フランス）
- ジュディ・ランキン （アメリカ）
- S.ランクン (タイ)
- ブリタニー・リンシコム （アメリカ）
- テレサ・ルー (台湾)
- ステイシー・ルイス （アメリカ）
- ベッツィー・ロールズ （アメリカ）
- ナンシー・ロペス （アメリカ）